# El Fondó de les Neus
Hondón de las Nieves är en ort i Spanien.   Den ligger i provinsen Provincia de Alicante och regionen Valencia, i den sydöstra delen av landet, 300 km sydost om huvudstaden Madrid. Hondón de las Nieves ligger 376 meter över havet och antalet invånare är 2 086.
Terrängen runt Hondón de las Nieves är huvudsakligen kuperad, men åt nordost är den platt. Runt Hondón de las Nieves är det ganska tätbefolkat, med 199 invånare per kvadratkilometer. Närmaste större samhälle är Elche, 14,2 km öster om Hondón de las Nieves. Omgivningarna runt Hondón de las Nieves är i huvudsak ett öppet busklandskap.